# Antoni Soler Rosselló
Antoni Soler Rosselló (Reus, 7 de desembre de 1899 - Almoster, 9 de març de 1928) va ser un dibuixant català.
De família benestant, el seu pare era Joan Soler González,un advocat madrileny molt conegut a Reus, la seva mare Anna Rosselló Pratdesaba nascuda a Reus. Va començar a dibuixar molt jove i a publicar a la premsa local. Era un dels il·lustradors de El Heraldo de Reus, un periòdic d'informació general de tendència conservadora, però es va fer popular per les seves caricatures, publicades a Grimègia i dirigides contra les classes benestants de la ciutat. El 1919, juntament amb el seu amic Antoni Fuster Valldeperes, va guanyar un concurs de cartells de carnaval. Va il·lustrar alguns llibres publicats per Fuster Valldeperes, i el 1920 va exposar a la societat El Círcol una sèrie de caricatures, ben acollida per la crítica. La Revista del Centre de Lectura va dir comentant l'exposició: «El mèrit sobressortint en les obres d'en Solé radica en el color més que en la línia. Els tons ofereixen una harmonia que sols aconsegueixen els experts en l'art decoratiu, i un vistós aspecte ornamental que captiva i enamora». La Revista però, critica «el dibuix frívol, simplista, caricaturesc, propi per a la il·lustració de les revistes de caràcter festiu en les que col·labora».
Va morir a la Masia d'El Picarany al poble d'Almoster propietat on va viure la família del seu cunyat Ricard Ferraté Gili i la seva germana Amàlia Soler Rosselló (1899-1977), pares de Gabriel Ferrater i Soler.